# Micro-
Micro (ký hiệu: µ) là một tiền tố được viết liền trước một đơn vị đo lường quốc tế để chỉ ước số nhỏ hơn 1.000.000 lần hay 10−6.
Độ lớn này được công nhận từ năm 1960, theo tiếng Hy Lạp nghĩa là "nhỏ".